# أماليا كنافس
أماليا كنافس (وُلدت باسم أولتشنيك؛ 9 يوليو 1945 - 9 يناير 2024) كانت امرأة أمريكية سلوفينية [الإنجليزية] من أصل نمساوي وهي والدة ميلانيا ترامب، السيدة الأولى للولايات المتحدة من 2017 إلى 2021 كزوجة لدونالد ترامب، الرئيس الخامس والأربعين للولايات المتحدة.
حصلت أماليا وزوجها فيكتور على البطاقة الخضراء في 2018، ثم أصبحا مواطنين أمريكيين متجنسين عبر برنامج لم شمل الأسرة في الولايات المتحدة.

## حياتها المبكرة
ولدت أماليا أولتشنيك في 9 يوليو 1945 في يودندورف-ستراشنغل [الإنجليزية]، النمسا. نشأت هناك وفي سلوفينيا، التي كانت في ذلك الوقت جزءاً من يوغوسلافيا. كانت والدتها، أماليا (المولودة باسم جليها)، خياطة وربة منزل وكان والدها، أنطون أولشنيك، إسكافياً ثم مزارع بصل أحمر.
عملت أماليا في شبابها في مزرعة البصل الخاصة بعائلتها. ثم عملت في مصنع ملابس أطفال مملوك للدولة من 1964 إلى 1997، حيث كانت تصنع وتراقب أنماط النسيج.
التقت أماليا بزوجها، فيكتور، عضو الحزب الشيوعي في سيفنيتسا، سلوفينيا في 1966. وعاشا في سيفنيتسا بعد الزواج. أنجب الزوجان ابنتين: إينيس (مواليد 1968) وميلانيا (مواليد 1970).

## حياتها اللاحقة ووفاتها
كانت أماليا وزوجها يعيشان في مدينة نيويورك بحلول أغسطس 2017. وقد تأكد لاحقاً على أن ميلانيا كانت ترعى بطاقاتهم الخضراء. حضرت أماليا حفل حديقة الورود بالبيت الأبيض الذي شهد إطلاق ميلانيا لحملتها للتوعية العامة "كن أفضل" في مايو 2018. أصبحت أماليا وفيكتور كنافس مواطنين أمريكيين بعد أداء اليمين في محكمة مدينة نيويورك في أغسطس 2018. وصفتها صحيفة نيويورك تايمز بأنها لا تلتزم علناً "بالصور النمطية للجدة الأمريكية".
توفيت كنافس في 9 يناير 2024، في مستشفى في ميامي بولاية فلوريدا عن عمر يناهز 78 عاماً. فقد كانت "مريضة للغاية" منذ أواخر 2023، حيث أكدت مصادر لمجلة بيبول أن ميلانيا غابت عن حفل رأس السنة الجديدة في مارالاغو لتبقى إلى جوارها.